# Taputapuatea
Taputapuatea é uma comuna da Polinésia Francesa, nas Ilhas de Sotavento, arquipélago da Sociedade. Estende-se por uma área de 88 km², com 4.614 habitantes, segundo os censos de 2002, com uma densidade de 52 hab/km².
Em 2017, foi declarada Património Mundial da UNESCO.